# Chester (Georgie)
Chester je město v Dodge County, v Georgii, ve Spojených státech amerických. V roce 2011 žilo ve městě 1597 obyvatel.

## Demografie
Podle sčítání lidí v roce 2000 žilo ve městě 305 obyvatel, 133 domácností a 82 rodin. V roce 2011 žilo ve městě 1401 mužů (87,8%), a 196 žen (12,2%). Průměrný věk obyvatele je 39 let.